# Вальтер Фолле
Вальтер Фолле (нім. Walter Volle, 18 вересня 1913 — 27 жовтня 2002) — німецький академічний веслувальник.
Олімпійський чемпіон 1936 року в складі розпашної четвірки зі стерновим.
Чемпіон Європи 1938 року в складі вісімки, срібний призер 1937 року в складі вісімки.